# Рихард Авенариус
Рихард Хайнрих Лудвиг Авенариус (на немски: Richard Heinrich Ludwig Avenarius), познат като Рихард Авенариус, е германски философ, субективен идеалист, един от основателите на емпириокритицизма.

## Биография
Роден е на 19 ноември 1843 г. в Париж, Франция. Завършва Лайпцигския университет. По-късно е професор в същия университет, а от 1877 г. замества Вилхелм Винделбанд в Цюрих. Бил е редактор на „Журнал за научна философия“.
През 1868 г. написва първото си произведение – „Върху двете фази на пантеизма на Спиноза“. Между 1888 и 1890 г. издава в два тома основното си произведение – „Критика на чистото преживяване“. Там той се опитва да създаде една научна философия, стъпила на позитивизма, която по-късно се нарича емпириокритицизъм. Авенариус се опитва да очертае и описателно да установи формата на чистия опит. Владимир Ленин критикува неговите идеи в своята книга „Материализъм и емпириокритицизъм“.
Авенариус оказва влияние със своята епистемология на Ернст Мах. Алберт Айнщайн, който на младини е силно повлиян от Мах, е изучавал и оригиналните работи на швейцарския философ.
Умира на 18 август 1896 година в Цюрих на 52-годишна възраст.

## Идеи
Авенариус отрича обективната реалност на света, изхожда от субективно-идеалистическото положение: „мислимо като съществуващо“ е само усещането. Според Авенариус съзнанието и битието, субектът и обектът („аз“ и „средата“) се намират в постоянна, задължителна връзка („принципиална координация“); няма битие без съзнание, няма съзнание без битие. За основа на тази връзка, според Авенариус, вещта не може да съществува независимо от нашето съзнание, без мислещия субект. Авенариус разработва теорията за „потенциалния централен член“. Според тази идеалистическа теория ние „премисляме“ себе си, т.е. представяме си, че сме съществували в онова време, когато още не е съществувал човекът, но вече е съществувало земното кълбо. Авенариус оказва голямо влияние върху руските махисти – Богданов, Базаров и др.